# Ayuk Gareth
Ayuk Gareth est un acteur, scénariste et producteur camerounais. 

## Biographie

### Formation
En 2018, Ayuk Gareth prend des cours de théâtre dans le cadre des ateliers Tatian'art ciné de Tatiana Matip. La même année, il participe au programme Actors Powerup workshop 2 organisé par Epignosis Home Of Art.

### Carrière
Ayuk Gareth est une figure émergente du cinéma camerounais. Il est connu pour ses talents d'acteur, de scénariste et de producteur. Ses rôles dans des productions telles que Nganù diffusée sur Netflix, La bataille des Chéries diffusée sur A+, et Ewusu diffusée sur Canal+ Afrique attirent l'attention du public.
En tant que scénariste et producteur, il travaille sur le projet Duct-Tape, sorti en 2023. Parmi ses autres œuvres notables, citons Innocent(e), sorti en 2019 et Le petit Sam, en 2022.

## Filmographie

### Films
- 2019 : Innocent(e)[3]
- 2019 : Western[3]
- 2022 : Le petit Sam[3]
- 2022 : Toxique Short[3]
- 2023 : Nganù[3]

- 2023 : Duct-Tape[3]
- Jardin Secret[3]

### Séries
- La bataille des Chéries[3]

## Distinctions
Ayuk Gareth est remarqué pour sa performance dans le court-métrage Western sorti en 2019. Le film est présélectionné lors de la deuxième édition annuelle des LFC Awards dans la catégorie Meilleur acteur dans un court métrage.